# 朴慶烈
朴慶烈（韓語：박경렬），韓國電視劇導演。

## 作品

### 電視劇
- 2004年：SBS《張吉山》
- 2004年：SBS《河內新娘》
- 2007年：SBS《鹽巴娃娃》
- 2007年：SBS《起飛》
- 2011年：SBS《你睡著的時候》
- 2012年：SBS《依然是你》
- 2015年：SBS《華麗的鄰居》
- 2018年：SBS《如果是她的話》

### 助理導演作品
- 2000年：SBS《德》
- 2002年：SBS《野人時代》

### 製作作品
- 2009年：SBS《相愛不易》
- 2014年：SBS《只屬於我的你》

## 外部連結
- NAVER